# Peyre (Landes)
Peyre è un comune francese di 198 abitanti situato nel dipartimento delle Landes nella regione della Nuova Aquitania.

## Società

### Evoluzione demografica
Abitanti censiti